# 陽忠辰
陽忠辰（1989年9月2日—），原名陽冠威，阿美族人，臺灣棒球選手，曾經為中華職棒富邦悍將隊球員，守備位置為一壘手及捕手，於2012年季末選秀前被評價為鳳雛，之後以第四輪第13順位為義大犀牛選中。
陽忠辰雖以打擊見長，但守備位置一直是個問題。2014年下半季起，透過當時總教練大威(Dallas Willams)的規劃，預備將其轉為三壘手。而2015年繼任總教練的馮喬許(Von Joshua)又有新想法，認為陽忠辰是「潛力外野手」，並在部分比賽安排其擔任外野守備，然而無論三壘或外野守備，皆無法達到可比賽水準，於是2016年，也就是葉君璋擔任總教練的第一個春訓，又欲安排其重回捕手位置，然而亦未成功。目前多以一壘手為主，且上場機會明顯不如前兩年，在2017年底遭球團釋出。

## 經歷
- 臺東縣臺東市新生國小少棒隊
- 台東縣新生國中青少棒隊
- 台北市華興中學青棒隊
- 文化大學（美孚巨人）棒球隊
- 崇越科技棒球隊（2011年8月－12月）
- 國訓中心棒球隊（2012年）
- 中華職棒義大犀牛、富邦悍將隊（2013年1月6日－2017年11月26日）
- 崇越隼鷹棒球隊、安永鮮物棒球隊（2018年－2021年）

## 特殊事蹟
2016年4月17日於主場澄清湖棒球場面對統一7-ELEVEn獅隊，八局下開轟，隨後胡金龍與高孝儀跟進，成為中華職棒史上第五組連續三打席開轟者，亦為睽違13年的連續三打席全壘打。
2015年4月1日，由時任領隊的謝秉育親自出馬，從高層到工作人員與球員，全隊配合演出要將陽冠威交易到台東綺麗珊瑚成棒隊的橋段，連其母親都被騙倒，讓陽冠威過了一個難忘的愚人節。

## 職棒生涯成績
| 年度 | 球隊     | 出賽 | 打數 | 安打 | 全壘打 | 打點 | 盜壘 | 四死 | 三振 | 壘打數 | 雙殺打 | 打擊率 | 上壘率 | 長打率 | OPS   |
| ---- | -------- | ---- | ---- | ---- | ------ | ---- | ---- | ---- | ---- | ------ | ------ | ------ | ------ | ------ | ----- |
| 2013 | 義大犀牛 | 23   | 37   | 10   | 1      | 8    | 1    | 2    | 8    | 14     | 0      | 0.270  | 0.286  | 0.378  | 0.664 |
| 2014 | 義大犀牛 | 80   | 282  | 90   | 8      | 45   | 1    | 14   | 60   | 133    | 10     | 0.319  | 0.346  | 0.472  | 0.818 |
| 2015 | 義大犀牛 | 90   | 333  | 100  | 11     | 60   | 3    | 20   | 59   | 147    | 9      | 0.300  | 0.337  | 0.441  | 0.778 |
| 2016 | 義大犀牛 | 56   | 145  | 38   | 4      | 22   | 0    | 9    | 33   | 57     | 2      | 0.262  | 0.303  | 0.393  | 0.696 |
| 2017 | 富邦悍將 | 33   | 76   | 19   | 1      | 10   | 2    | 7    | 22   | 28     | 3      | 0.250  | 0.310  | 0.368  | 0.678 |
| 合計 | 5年      | 282  | 873  | 257  | 25     | 145  | 7    | 52   | 182  | 379    | 24     | 0.294  | 0.329  | 0.434  | 0.763 |